# Чернешть (Ботошань)
Чернешть, Чернешті (рум. Cernești) — село у повіті Ботошані в Румунії. Входить до складу комуни Тодірень.
Село розташоване на відстані 361 км на північ від Бухареста, 35 км на південний схід від Ботошань, 62 км на північний захід від Ясс.

## Населення
За даними перепису населення 2002 року у селі проживали 724 особи, усі — румуни. Усі жителі села рідною мовою назвали румунську.